# خليج البمبة
خليج بمبة هي منطقة محمية تابعة لليبيا وتبلغ مساحتها 1065 كم2
تقع في قرية البمبة في شرق ليبيا تقع على خليج البمبة، وتبعد عن الشاطئ حوالي 2.5 كم. تبعد عن جنوب درنة بحوالي 61 كم.